# Prowincja Nayala
Prowincja Nayala – jedna z 45 prowincji w Burkina Faso.
Ma powierzchnię prawie 4 tysięcy km². W 2006 roku mieszkało w niej prawie 163 tysiące ludzi. W 1996 roku na jej terenach zamieszkiwało ponad 136 tysięcy mieszkańców.